# Protoscelis
Protoscelis is een geslacht van kevers uit de familie bladkevers (Chrysomelidae).
De wetenschappelijke naam van het geslacht werd in 1968 gepubliceerd door Medvedev.

## Soorten
- Protoscelis jurassica Medvedev, 1968
- Protoscelis parvula Medvedev, 1968
- Protoscelis tuanwangensis Hong & Wang, 1990